# ふふふの闇
『ふふふの闇』（ふふふのやみ）は、山田ミネコによる漫画作品。本編が『別冊ビバプリンセス』（秋田書店）にて1986年2月25日号から1989年12月25日号まで連載され、外伝『外法童子』（げほうどうじ）が『ひとみCCミステリー』（秋田書店）にて1995年4月25日号から1996年8月25日号まで連載された。

## あらすじ
大学1年にして女の子に全く縁の無いアニメ好きの青年・鬼丸大介はある日、友達にからかわれて自分が心に寄せている女性を「一か月以内に彼女をぼくの恋人にしてみせる!」と宣言するのだが、その日の夜、さい先の悪い夢を見てしまう。それは死んだ母親が現れ、大介は母親の姿を追うのだが、「そっちは人間の行くところではない」と見ず知らずの男に力ずくで引きとめられ、抱きかかえられ、その男に「お前は頭の中身だけでなく外見も子供である」と言われるといった内容の夢であった。
翌日、気色の悪い夢を見て気分が優れなかったものの、大介は学校に登校することにしたが、大学の教室に入ってすぐ、木乃間というクラスメイトの女の子が倒れるのを目撃する。彼は木乃間を医務室へと連れて行くが、そこには昨日の夢で見た男が居たのである。大介はその男に対して危険な香りを感じたため、手当をしてもらったら木乃間を連れてその場をすぐに離れるが、男は「また近い内に会うことになるであろう」という気にかかる言葉を彼に言うのであった。その後、大介は木乃間をおぶって彼女のマンションへと向かうが、そこで奇妙で不可解なオカルト的な現象に遭遇する。彼女は高校卒業後からポルターガイストに苦しめられ、それ以来ろくに眠ることが出来ないのだという。しかし、大介一人の力ではどうすることも出来ず、途方に暮れるのであったが、すぐに大学で民俗学研究を行う大介の兄がオカルトに詳しい影小路紫期音麿という男を紹介される。そして、嫌な予感がしつつも彼女を連れて、その男の元へ向かい、恐る恐る家の扉をたたくが、そこに現れたのはかつて夢で見た気色悪い男であった。その日を境に大介の日々は大きく変わり、オカルト家の影小路紫期音麿やその兄の小角らと共に霊界からの侵略を阻止すべく、様々なバトルを繰り広げることになる…。

## 登場人物
鬼丸大介（おにまる だいすけ）
主人公。私立某大学の大学生（初登場時1年）。無類のアニメ好きで、『機動戦士ガンダムΖΖ』、『ウイングマン』といったSF作品や当時、1980年代の流行りであるロリコン作品を好む。かつてはロックミュージシャンを目指し、エレキギターをマスターするのが夢であったが、次第にスペースインベーダー、ファミコンゲーム、アニメといったものに溺れていった。父と兄の三人家族であり、母親は大介が中学の時に交通事故で死亡している。
影小路紫期音麿（かげこうじ しきねまろ）
生まれてすぐに母が死に、以来、父や兄に疎まれ家を追い出された（と本人は思い込んでいる）。本職は大学教授であるが霊界と深く通じており、常に不気味なオーラを身にまとっていて、オカルト的な現象には協力を惜しまない。私立某大学の民族学研究室に住んでいたが、大介を助けたときに建物が壊れ一時鬼丸家に居候する。
影小路小角（かげこうじ おづぬ）
紫期音麿の兄。役の行者。普段は高野山にこもって修行をしている。闇を払う強力な力を持っており、大介、紫期音麿に協力する。スイーツ好きで大量のケーキも一瞬で平らげる。
影小路津波（かげこうじ つなみ）
紫期音麿と小角の姉。
父
紫期音麿、小角の父。紫期音麿を溺愛しておりスキンシップ過多（紫期音麿には母の件で自分を疎むゆえの嫌がらせと思われている）。小角同様二人に協力するが役に立たぬことが多い。
ねね
大介の隣に住む女子高生。闇に住む邪鬼悪霊、天邪鬼に精神を支配され、本人の意識の無い間に大介を誘惑する。天邪鬼はねねの体を酷使させた結果、精神的、肉体的に衰弱し、死の危険に瀕するという危険な状況に陥る。
天邪鬼（あまのじゃく）
ねねの体を支配する人間の女性の姿をした邪鬼悪霊。ねねの肉体の支配を小角らに妨害された結果、大介を霊界へ連れて行くという目的を果たせず、今度は逆に邪鬼悪霊に狙われ危うく殺されそうになり、影小路一家へ寝返る。
保々（ほーほー）
天邪鬼の友達の妖怪。天邪鬼が殺されそうになった時に真っ先に影小路一家へ相談を持ちかけた人物。普段は巨大なスライムのような姿だが、人間の少年の姿に変身できる。
プロフェッサー・ロバートソン
私立某大学の教授。紫期音麿に迫る男色家の中年男性。紫期音麿には迷惑がられ避けられているが、超能力を持っており度々影小路一家に協力することとなる。
アーシュヴィン・スマイラー
通称アッシュ。私立某大学の学生。大介の一学年上。大介が2年の時に受けたバンドのオーディションで出会って仲良くなり一緒にバンド活動をする仲に。黒闇に体を乗っ取られる。
黒闇（くろやみ）
大介の体の乗っ取りを企む邪鬼悪霊。大介の親友アッシュの身体に取り憑く。
赤闇（あかやみ）
病により死の間際である人間の体を支配し、黒闇の命令により、大介に近づく邪鬼悪霊。大介に助けられたため、命令とは裏腹に二人は良好な関係になってしまい、密かに彼女は大介に心を寄せる。
鬼道丸（きどうまる）
黒闇の部下であり、元は霊界を統べる鬼の一族の長。影小路一家と激しい戦いを繰り広げる。
初音（はつね）
大介の母。高位の霊力を持っていたが為に闇の世界に捕らわれてしまった。次第に息子である大介にも高位な霊力があることが明らかになっていった為、大介までもが狙われることとなってしまう。

## 外法童子
丸っこい絵柄にぽややんとした作風の、妖怪や妖怪退治などをモチーフとするそれ以前から秋田書店系列の雑誌で連載していた「異形列伝」「妖怪風土記」などの流れをくむ作品。本編のキャラが登場するものの、作品の雰囲気はかなり違う。
文庫本発売時に単行本にはなかった「ふふふの闇外伝」という副題がつけられた。

## あらすじ
マイペースな女子高生、なつみは外法童子様をまつる50年祭にて長髪の美青年が海辺にて倒れているのを発見し、介抱する。その青年は名を黒闇といい、なつみに懐くようになるが、霊界の邪鬼悪霊、影小路一家の登場により、なつみの日常に大きな変化が訪れる…

## コミックス
- 山田ミネコ 『ふふふの闇』 秋田書店〈プリンセスコミックス〉、全8巻
- 山田ミネコ 『外法童子』 秋田書店〈プリンセスコミックス〉、全1巻
- 山田ミネコ 『ふふふの闇』 メディアファクトリー〈MF文庫〉、全5巻
- 山田ミネコ 『外法童子-ふふふの闇外伝』 メディアファクトリー〈MF文庫〉、全1巻